# آنوری (کلمبیا)
آنوری (انگلیسی: Anorí) نام شهری در کشور کلمبیا است.